# Ка светионику
Ка светионику (енг. To the Lighthouse) је роман енглеске списатељице Вирџиније Вулф, објављен 1927. године. Радња прати породицу Рамзи током њихових боравка на шкотском острву Скај, у раздобљу између 1910. и 1920. године.
Пратећи и проширујући традицију модернистичких романописаца попут Марсела Пруста и Џејмса Џојса, роман Ка светионику ставља филозофску интроспекцију у први план, док је заплет у другом плану. Наведен као један од кључних примера књижевне технике вишеструке фокализације, роман садржи мало дијалога и готово да нема директне радње; већим делом је сачињен од мисли, унутрашњих монолога и запажања ликова.
Роман је подељен у три целине које представљају три снажне визије живота породице Рамзи – госпође Рамзи, по мајци, интелектуалног господина Рамзија и њихове деце – смештених у летњој кући на обали острва Скај у Шкотској. Полазећи од наизглед безначајног одлагања посете оближњем светионику, Вулф истражује унутрашње тензије, породичне односе, оданост и пролазност. Кроз стил који наглашава психолошку дубину и сензације, роман показује како ситне радости и тихе трагедије свакодневног живота могу добити трајну вредност.
Међу централним тропима и темама овог дела су губитак, субјективност, природа уметности, породичне везе и проблеми перцепције.
Године 1998. Модерна библиотека уврстила је роман Ка светионику на 15. место своје листе сто најбољих романа на енглеском језику 20. века. Године 2005. часопис Time уврстио је роман међу сто најбољих романа на енглеском језику објављених од 1923. године.

## Радња

### Први део: Прозор
Радња романа смештена је у летњиковaц породице Ремзи на Хебридима, на острву Скај. Овај део почиње сценом у којој госпођа Ремзи уверава свог шестогодишњег сина Џејмса да ће, највероватније, сутра моћи да посете светионик. Њену изјаву побија господин Ремзи, који са сигурношћу тврди да време неће бити повољно. Та супротстављена мишљења стварају извесну напетост — како између супружника, тако и између господина Ремзија и његовог сина. Овај наизглед безначајан инцидент понавља се кроз читав део и посебно добија на значају у контексту односа између господина и госпође Ремзи.
Породици Ремзи и њиховој деци у летњој кући придружује се неколико пријатеља и колега. Међу њима је и Лили Бриско, млада и несигурна сликарка, која на почетку романа покушава да наслика портрет госпође Ремзи са сином Џејмсом. Лили током читавог романа мучи осећај сумње у сопствену уметничку вредност, што је делимично подстакнуто коментарима Чарлса Тенслија, једног од гостију, који тврди да жене нису способне ни да сликају ни да пишу. Тенсли је велики поштовалац господина Ремзија, угледног професора филозофије, и његових академских радова.
Први део романа завршава се свечаном вечером у кући Ремзијевих. Током вечере, песник Огастус Кармајкл, један од гостију, затражи другу порцију супе, што изазива оштру реакцију господина Ремзија. Госпођа Ремзи осећа незадовољство због кашњења Пола Рејлија и Минте Дојл, двоје младих пријатеља чију је веридбу она посредовала. Минта је, током шетње по плажи, изгубила породични брош своје баке, што је допринело њиховом закашњењу.

### Други део: Време пролази
Прошло је десет година пре него што су се Ремзијеви поново вратили у летњу кућу и упутили ка светионику. За то време избио је и окончан Први светски рат, а породицу су задесиле тешке личне трагедије — госпођа Ремзи је преминула, њихова ћерка Пру страдала је од компликација на порођају, а син Ендру погинуо је у рату. Господин Ремзи остао је сам, лишен супругине утехе и охрабрења, којима је ублажавала његове страхове и муке у вези са значајем и трајношћу његовог филозофског дела.
Овај одељак приповедан је углавном из свезнајуће перспективе, уз повремене упаде из угла госпође Макнаб — дугогодишње слушкиње породице Ремзи. Њено присуство и наратив откривају како су се околности и чланови породице променили током година у којима је летња кућа стајала напуштена и урушена, обрасла прашином времена и губитка.

### Трећи део: Светионик
У завршном делу романа, неки од преосталих чланова породице Ремзи, заједно са неколицином старих пријатеља, враћају се у летњиковац десет година након догађаја из првог дела. Господин Ремзи планира да најзад оствари дуго одлагану посету светионику, у пратњи своје ћерке Камиле (Кам) и сина Џејмса — док се остало четворо преживеле деце готово и не помиње. Посета је на ивици да пропадне због оклевања деце, али се на крају ипак упућују на пут. Кам и Џејмс, ћутећи у знак отпора, негодују што их је отац приморао да пођу. Ипак, током путовања, Џејмс успешно одржава једрилицу стабилном, и уместо оштрих речи које је очекивао, од оца добија похвалу — редак тренутак нежности и емпатије у њиховом односу. Кам, чији је став до тада био обележен негодовањем, почиње да осећа и дозу поштовања према свом оцу.
На путовању ка светионику, господина Ремзија и децу прати морнар Макалистер са својим сином, који успут лови рибу. Док једрењак одмиче, Лили Бриско остаје у башти, настојећи да заврши слику коју у мислима носи од самог почетка романа. У том процесу, она се изнова присећа госпође и господина Ремзи, настојећи да кроз мноштво сећања и утисака пронађе неку врсту објективне истине — о госпођи Ремзи, али и о животу уопште. Када једрењаци пристигну до светионика, Лили наноси последњи потез на платну. Увидевши да је слика завршена и да је задовољна својом визијом, схвата да јој је сам чин стварања и уметничког испуњења важнији од идеје трајног наслеђа.

## Главне теме

### Проток времена
Једна од водећих тема у роману „Ка светионику“ јесте пролазност времена и улога сећања, у односу на свакодневни живот и његову широку перспективу. Пошто Ремзијево време проведено на острву Скај представља паузу у току уобичајених животних збивања, Вирџинија Вулф користи комплексне ликове да истражи различите аспекте кретања времена. Лик госпође Ремзи је посебно свестан брзине протока времена, и настоји да га успори — чувајући младост своје деце и стварајући породични „заштитни балон“.
У другом делу романа, „Време пролази“, породица се суочава са губитком и одсуством госпође Ремзи након њене смрти. Овај део приказује како кућа за одмор, испуњена успоменама, постаје својеврсни портал који спречава живот да настави свој ток. Уметница Лили Бриско губи инспирацију за сликање у одсуству госпође Ремзи, а како је речено, „живот овде стоји“ — нема стваралачког надахнућа у заробљеном времену, већ само интроспекцију и размишљање.
Коначно, повратак остатка породице на острво и посета светионику симболизују покушај опоравка и кретања напред кроз време, као и обнављање породићних веза.

### Викторијанска родна анализа
Када лик господина Ремзија упоређује сложеност свог ума са сложеношћу клавира или распореда абецеде, Вирџинија Вулф пружа читаоцу увид у то како се човек — или конкретније, како Вулф види интелектуалну главу викторијанског домаћинства — доживљава у сопственом уму. Овом карактерном цртом Вулф илуструје унутрашње функционисање породичне динамике у којој је мушкарац споља поштована фигура, док је изнутра често омражен, пре свега од стране своје деце и самог себе. У тој структури, госпођа Ремзи представља мајчинску и савршену фигуру на коју се породица ослања — деца траже њену заштиту од сурове стварности, а њен муж њену негу како би ојачао свој его.
Као слика викторијанске идеологије, господин и госпођа Ремзи функционишу као две стране једног плана. Увођењем младог лика Лили Бриско, представнице „модерне жене“ новог доба, господин Ремзи остаје незадовољан и не добија потврду у њиховом разговору на плажи у трећем делу романа. Уместо да испуни очекивања викторијанске жене — да охрабри и уздигне свог мужа — Лили игнорише Ремзијеву потрагу за саосећањем. Вулф често у својим делима истражује бинарне односе између мушкарца и жене, као и генерацијске и родне разлике.

### Сложеност искуства
Велики делови Вулфовог романа не фокусирају се на саме објекте вида, већ истражују начине перцепције, настојећи да разумеју људе у процесу гледања. Њени дневници откривају да је Вулф проводила значајно време посматрајући своје мисли — како се речи и емоције појављују у њеном уму као одговор на оно што је видела — како би дубље разумела сам чин мишљења.

### Сложеност људских односа
Ово испитивање перцепције, међутим, није ограничено на изоловане унутрашње дијалоге, већ се анализира и у контексту људских односа и бурних емоционалних простора који се превазилазе како би се заиста досегло друго људско биће. Два дела романа посебно истичу неуспеле покушаје тог преласка: тиха размена између господина и госпође Ремзи док проводе време сами на крају првог дела и борба Лили Бриско да испуни жељу господина Ремзија за саосећањем и пажњом у завршном делу.

## Нарација и перспектива
Роман задржава необичан облик свезнајућег наратора; заплет се развија кроз променљиве перспективе свести појединих ликова. Промене перспективе могу настати чак и усред реченице, што у извесном смислу подсећа на ротирајући зрак светионика. Међутим, за разлику од Џејмса Џојса и његове технике тока свести, Вулф не користи нагле фрагменте за приказ мисаоних процеса ликова, већ прибегава више лирској парафрази. Јединствена употреба свезнајуће нарације изазива читаоце да током целог романа формирају своја тумачења и ставове, ослањајући се на суптилне промене у развоју ликова, јер је велики део приче приказан двосмислено или чак контрадикторно.
Док се у првом делу романа приказују односи између искустава ликова и њихове околине, други део, „Време пролази“, немајући ликове са којима би се читалац могао повезати, представља догађаје на другачији начин. Уместо тога, Вирџинија Вулф пише овај део из перспективе помереног, неповезаног наратора, који догађаје посматра у односу на време. Због тога је наратив нефокусиран и искривљен, илуструјући оно што је Вулф назвала „животом какав јесте када у њему немамо никакве везе“. Важни догађаји, као што су смрт госпође Ремзи, Пру и Ендруа, изложени су у заградама, што нарацију приближава дневничком запису. Постоји и могућност да је сама кућа постала неживи наратор ових догађаја.

## Аутобиографска позадина романа
Вулф је почела да пише роман Ка светионику делимично као начин да разуме и разреши нерешена питања везана за њене родитеље. Заиста, постоје бројне сличности између заплета романа и њеног личног живота. Њене посете родитељима и породици у Сент Ајвсу, у Корнволу, где је њен отац изнајмио кућу, сматране су једним од најсрећнијих периода у њеном животу. Међутим, када је имала тринаест година, њена мајка је преминула, а као и господин Ремзи, и њен отац Лесли Стивен потонуо је у тугу и самосажаљење. Вулфова сестра, Ванеса Бел, описала је да јој је читање делова романа у којима се појављује госпођа Ремзи било као да гледа како мајка васкрсава из мртвих. Њиховом брату Адријану није било дозвољено да крене на експедицију до светионика Годреви, слично као што је у роману Џејмс био одушевљен посетом светионику, али разочаран када је путовање отказано. Медитације ликове Лили Бриско о сликарству представљају начин да Вулф истражи сопствени креативни процес (као и процес своје сестре, сликарке), јер је сама Вулф размишљала о писању на исти начин на који је Лили размишљала о сликању.
Вулфов отац почео је да изнајмљује кућу Таланд у Сент Ајвсу 1882. године, убрзо након Вулфовог рођења. Породица је ту кућу користила као уточиште током летњих месеци наредних десет година. Локација главне радње романа Ка светионику — летњиковац на хебридском острву — била је инспирисана управо кућом Таланд. Многе стварне карактеристике из залива Сент Ајвс, као што су баште које воде до мора, само море и светионик, укључене су у роман.
Иако се у роману Ремзијеви враћају у кућу на Скају након рата, Стивенови су до тада већ напустили Таланд Хаус. Након рата, Вирџинија Вулф је посетила Таланд Хаус, који је тада имао новог власника, у друштву своје сестре Ванесе. Вулф је поновила ово путовање касније, дуго након смрти својих родитеља.

## Оригинална публикација
Украшен заштитним омотом који је дизајнирала Ванеса Бел, сестра Вирџиније Вулф, оригинални примерак романа Ка светионику објављен је у мају 1927. године преко издавачке куће Hogarth Press, која је била у независном власништву Вирџиније и Леонарда Вулфа. Са светлоплавом тканином и златним словима, прво издање штампано је у тиражу од 3000 примерака.
Кроз америчку издавачку кућу Harcourt Brace & Co., роман је објављен истог месеца у тиражу од 4000 примерака, са бледозеленим платненим повезом и плавим словима на корицама. Рани успех овог дела подстакао је Вулфову да купи аутомобил, а касније је довео и до освајања награде Prix Femina–Vie Heureuse 1928. године.

## Адаптације
- Телевизијски филм из 1983. године у којем глуме Розмари Харис, Мајкл Гоф, Сузан Бертиш и Кенет Брана
- Аудио драма за BBC Radio 4 из 2000. године, коју је адаптирала Ајлин Аткинс, а у којој глуме Ванеса Редгрејв, Едвард Петербриџ и Џулијет Стивенсон
- 15-минутна драма на BBC Radio 4, емитована од 11. до 15. августа 2014. године, драматизована од стране Линде Маршал Грифитс
- Опера из 2017. године коју је компоновао Зесес Сеглијас по либрету Ернст Маријане Биндер, премијерно изведена на фестивалу у Брегенцу
- Кратка опера из 2020. године коју је компоновала Луси Тричер за Шкотску оперу